# Sidi Lantri
Sidi Lantri (em árabe: سيدي العنترى) é uma comuna localizada na província de Tissemsilt, Argélia. Sua população estimada em 2008 era de 6 053 habitantes.